# Edmund Bruggmann
Edmund Bruggmann (Flums, 15 de abril de 1943 − Walenstadt, 9 de junio de 2014) fue un esquiador alpino suizo. Obtuvo la medalla de plata en eslalon gigante en los Juegos Olímpicos de Sapporo 1972, así como cinco victorias y catorce pódiums en la Copa del Mundo de Esquí Alpino. Puso fin a su carrera deportiva en 1974.